# Contea di Gregg
La contea di Gregg (in inglese Gregg County) è una contea dello Stato del Texas, negli Stati Uniti. La popolazione al censimento del 2010 era di 121 730 abitanti. Il capoluogo di contea è Longview. Il nome della contea deriva da John Gregg, un generale confederato ucciso in azione durante la guerra di secessione americana.

## Geografia fisica
| Anno | Popolazione | ±%     |
| ---- | ----------- | ------ |
| 1880 | 8,530       |        |
| 1890 | 9,402       | 10.2%  |
| 1900 | 12,343      | 31.3%  |
| 1910 | 14,140      | 14.6%  |
| 1920 | 16,767      | 18.6%  |
| 1930 | 15,778      | −5.9%  |
| 1940 | 58,027      | 267.8% |
| 1950 | 61,258      | 5.6%   |
| 1960 | 69,436      | 13.4%  |
| 1970 | 75,929      | 9.4%   |
| 1980 | 99,487      | 31.0%  |
| 1990 | 104,948     | 5.5%   |
| 2000 | 111,379     | 6.1%   |
| 2010 | 121,730     | 9.3%   |

Secondo l'Ufficio del censimento degli Stati Uniti d'America la contea ha un'area totale di 276 miglia quadrate (710 km²), di cui 273 miglia quadrate (704 km²) sono terra, mentre 2,5 miglia quadrate (6,5 km², corrispondenti allo 0,9% del territorio) sono costituiti dall'acqua.

### Strade principali
- Interstate 20
- U.S. Highway 80
- U.S. Highway 259
- U.S. Highway 271
- State Highway 31
- State Highway 42

### Contee adiacenti
- Upshur County (nord)
- Harrison County (est)
- Rusk County (sud)
- Smith County (ovest)

## Educazione
Nella contea sono compresi i seguenti distretti scolastici:
- Gladewater ISD (che si estende anche parzialmente nelle contee di Smith e Upshur)
- Kilgore ISD (parzialmente nella Contea di Rusk)
- Longview ISD
- Pine Tree ISD
- Sabine ISD
- Spring Hill ISD
- White Oak ISD

## Media
I media locali includono KLTV, KTRE-TV, KYTX-TV, KFXK-TV, KCEB-TV, e KETK-TV. Il quotidiano Longview News-Journal è il giornale principale della contea, pubblicato (come suggerisce appunto il nome) a Longview. Nella zona si trova anche il Tyler Morning Telegraph, con sede a Tyler, nella contea di Smith